# Secretaria d'Estat de Justícia
La Secretaria d'Estat de Justícia d'Espanya és l'única Secretaria d'Estat de l'actual Ministeri de Justícia d'Espanya.

## Funcions
A la Secretaria d'Estat de Justícia li correspon:
- La coordinació i col·laboració amb l'administració de les Comunitats Autònomes al servei de la justícia.
- L'ordenació, planificació, suport i cooperació amb l'Administració de Justícia i amb la Fiscalia en la seva modernització.
- La cooperació jurídica internacional i les relacions amb els organismes internacionals i de la Unió Europea en l'àmbit de les competències del Ministeri de Justícia.
- La direcció, impuls i gestió de les atribucions ministerials relatives a la promoció de l'exercici del dret fonamental de llibertat religiosa
- La direcció, impuls i gestió de les atribucions ministerials relacionades amb la localització i recuperació d'efectes, béns, instruments i guanys procedents d'activitats delictives, la seva conservació, administració i realització.
- L'impuls i elaboració dels projectes normatius sobre les matèries de la seva competència i aquells altres encarregats pel titular del departament, sense perjudici de les atribucions corresponents a la Subsecretaria i a la Secretaria General Tècnica.

A més, correspon al titular de la Secretaria d'Estat:
- La participació en les relacions del Ministeri amb els òrgans de govern del Consell General del Poder Judicial, els del Ministeri Fiscal, els competents en matèria de justícia de les Comunitats Autònomes i els Consells Generals dels Col·legis d'Advocats i de Procuradors dels Tribunals, així com les relacions del Ministeri amb el Defensor del Poble.

## Estructura
De la Secretaria d'Estat de Justícia depenen:
- Secretaria General de l'Administració de Justícia.
- Direcció general de Relacions amb l'Administració de Justícia.
- Oficina de Recuperació i Gestió d'Actius.
- Direcció general de Cooperació Jurídica Internacional i Relacions amb les Confessions.

Com a òrgan de suport i assistència immediata al Secretari d'Estat, existeix un Gabinet, amb nivell orgànic de subdirecció general.
També estan adscrits a la Secretaria d'Estat:
- El Centre d'Estudis Jurídics de l'Administració de Justícia.
- La Mutualitat General Judicial.

## Llista de Secretaris d'Estat de Justícia
- María Teresa Fernández de la Vega Sanz (1994-1996)
- José Luis González Montes (1996-2000)
- José María Michavila Núñez (2000-2002)
- Rafael Catalá Polo (2002-2004)
- Luis López Guerra (2004-2007)
- Julio Pérez Hernández (2007-2009)
- Juan Carlos Campo Moreno (2009-2011)
- Fernando Román García (2011-2014)
- Carmen Sánchez-Cortés Martín (2014-2018)[2]
- Manuel Jesús Dolz Lago (2018-)[3]